# Санаторий Борок
Санаторий Борок — деревня в Смоленском районе Смоленской области России . Входит в состав Катынского сельского поселения .
Расположена в западной части области в 17 км к западу от Смоленска, в 0,1 км южнее автодороги А141 Орёл — Витебск, на берегу реки Днепр. В 1 км северо-западнее деревни расположена железнодорожная станция Катынь на линии Москва — Минск.

## Санаторий Борок
Санаторий «Борок» Министерства внутренних дел Российской Федерации (государственное учреждение). Юридический адрес: 214522, Смоленская область, Смоленский район, станция Катынь, дом 1-А.
Санаторий расположен в западной части области в 22 километрах к западу от Смоленска, в 0,1 км южнее автодороги А141 Орёл — Витебск, на правом берегу реки Днепр. Вдоль южной стороны санатория протекает река Днепр, с северо-запада его территория ограничена рекой Катынка. В 1 км северо-западнее санатория расположена железнодорожная станция Катынь на линии Москва — Минск, а также одноимённая деревня.
Площадь 157 га. 86 номеров.